# Megobrium
Megobrium is een kevergeslacht uit de familie van de boktorren (Cerambycidae). De wetenschappelijke naam van het geslacht werd voor het eerst geldig gepubliceerd in 1873 door LeConte.

## Soorten
Megobrium is monotypisch en omvat slechts de volgende soort:
- Megobrium edwardsii LeConte, 1873